# 현대 기아 R&D 역사관
현대 기아 R & D 박물관은 2007년에 화성 남양에 위치한 R&D연구소에서 개장하였다. 현대자동차와 기아자동차의 단종 모델들을 보존 및 수집하여 역사적 가치가 있는 차량 20대를 전시하고 나머지는 공간상의 이유로 인해 창고에 190대를 보유하고 있다. 현대자동차는 여전히 이전에 생산된 모델을 찾고 있으며 포드 코티나, 기아 T-600같은 역사적 가치가 있는 모델들을 수집하고 있다.

## 방문
박물관을 방문하려면, 먼저 현대 자동차그룹의 초청 또는 그룹에 활동하는 직원이야 하며 해외인사등도 방문가능하다. R & D 중심에 위치해 있기 때문에 방문자가 작은 숫자로 제한되고, 사진촬영에 대한 제한이 있다.

## 기타 박물관
현대차와 기아차는 이외의 박물관도 유지하며 현대는 울산공장에, 기아는 소하리공장에 각각위치하고 있다. 나머지 자동차 기업 한국GM이나 쌍용자동차는 차량을 수집하거나 박물관을 가지고 있지 않으며 "R & D 박물관"과 같이 자동차회사가 운영하는 박물관은 르노코리아 갤러리가 있다.

## 전시차량
| 기아자동차 - 기아 T-600 - 기아 브리사 S-1000 - 아시아 K-111 지휘차 - 기아 봉고나인 - 기아 프라이드 - 기아 콩코드 DGT - 기아 캐피탈 - 기아 세피아 - 기아 스포티지 - 기아 엘란 - 기아 파위봉고 - 기아 봉고 1t - 아시아 록스타 R1 - 아시아 록스타 R2 - 기아 카니발 - 기아 프레지오 - 기아 T-2000 - 기아 뉴봉고 킹캡 - 아시아 피아트 124 - 기아 푸조 604 - 기아 카스타 - 기아 프라이드 베타 - 기아 크레도스 Ⅱ - 기아 K9 - 기아 아벨라 델타 - 기아 로체 - 기아 레토나 - 기아 스펙트라 윙 | 현대자동차 - 현대 포니 왜건 - 현대 포니 2 - 현대 프레스토 AMX - 현대 그랜저 - 현대 포터 - 현대 쏘나타 - 현대 엘란트라 - 현대 스쿠프 터보 - 현대 엑센트 - 현대 코티나 - 현대 뉴 코티나 - 현대 코티나 마크IV - 현대 코티나 마크V - 현대 테라칸 - 현대 싼타페 - 현대 그랜저 XG - 현대 뉴 그랜저 XG - 현대 베르나 - 현대 뉴 포터 - 현대 포터 F/L - 현대 블루온 - 현대 뉴 쏘나타 - 현대 쏘나타 Ⅱ - 현대 쏘나타 Ⅲ - 현대 EF 쏘나타 - 포드 20M - 현대 티뷰론 컨버터블 - 현대 포니 2 픽업 - 현대 아반떼 GT - 현대 리베로 |

- 위 목록의 차량들은 항후 현대자동차박물관이 설립되면 이전 전시될 예정이다.